# Gianni Narzisi
Gianni Narzisi (eigentlich Giovanni Narzisi; * 2. Februar 1929 in Palermo) ist ein italienischer Kameramann und Filmregisseur.
Narzisi arbeitete als Kameraassistent in den 1950er Jahren für Kameraleute wie Mario Bava und Massimo Dallamano und war ab 1962, als er Oggi a Berlino für Piero Vivarelli fotografierte, fünf Jahre lang Chef-Kameramann u. a. bei Bernardo Bertoluccis La commare secca, bei dem seine Schwarz-Weiß-Fotografie lobend erwähnt wurde. 1966 inszenierte er einen mittelmäßigen Italowestern; zehn Jahre später seinen letzten Beitrag zur Filmbranche, die Episoden-Komödie Maschio latino… cercasi.

## Filmografie (Auswahl)
- 1962: La Commare Secca
- 1967: Djurado
- 1975: Der zweite Frühling
- 1976: Maschio latino… cercasi